# Chứng minh toán học

Trong toán học, một chứng minh là một cách trình bày thuyết phục (sử dụng những chuẩn mực đã được chấp nhận trong lĩnh vực đó) rằng một phát biểu toán học là đúng đắn. Chứng minh có được từ lập luận suy diễn, chứ không phải là tranh luận kiểu quy nạp hoặc theo kinh nghiệm. Có nghĩa là, một chứng minh phải biểu diễn cho thấy một phát biểu là đúng với mọi trường hợp, không có ngoại lệ. Một mệnh đề chưa được chứng minh nhưng được chấp nhận đúng được gọi là một phỏng đoán.
Phát biểu đã được chứng minh thường được gọi là định lý. Một khi phát biểu đã được chứng minh, nó có thể được dùng làm nền tảng để chứng minh các phát biểu khác. Một định lý cũng có thể được gọi là bổ đề, đặc biệt nếu nó được dự định dùng làm bước đệm để chứng minh một định lý khác.

## Lịch sử
Các tranh luận về sự hợp lý bằng cách sử dụng các vật dụng có sẵn như hình ảnh hay vật tương tự là tiền đề cho các chứng minh toán học chính xác. Sự phát triển của chứng minh toán học chủ yếu là sản phẩm của nền văn minh Hy Lạp. Thales (624–546 TCN) đã chứng minh một số định lý trong hình học. Eudoxus (408–355 TCN) và Theaetetus (417–369 TCN) đã công thức hóa các định lý nhưng không chứng minh. Aristoteles (384–322 TCN) nói rằng các định nghĩa cần được mô tả bằng những khái niệm đã biết. Euclid (300 TCN) đã bắt đầu từ những thuật ngữ chưa được định nghĩa là các tiên đề (các mệnh đề sử dụng những thuật ngữ chưa định nghĩa được giả thiết là hiển nhiên đúng, nguyên từ Hy Lạp là "axios" có nghĩa là "một thứ giá trị") và đã dùng những thứ này để chứng minh các định lý bằng luận lý suy diễn. Lý thuyết chứng minh hiện đại xem các chứng minh là những cấu trúc dữ liệu được định nghĩa một cách quy nạp. Người ta không còn giả thiết rằng các tiên đề lúc nào cũng "đúng đắn"; điều này cho phép các lý thuyết toán học được xây dựng song song nhau dựa trên những tập tiên đề khác nhau (Lý thuyết tập hợp tiên đề và Hình học phi Euclid là các ví dụ).

## Các phương pháp chứng minh

### Chứng minh trực tiếp
Trong chứng minh trực tiếp, kết luận có được bằng cách phối hợp một cách lôgic các tiên đề, định nghĩa, và các định lý trước đó. Ví dụ, chứng minh trực tiếp có thể dùng để chứng minh rằng tổng của hai số nguyên chẵn luôn luôn là số chẵn:
Với hai số nguyên chẵn bất kỳ {\displaystyle x} và {\displaystyle y} ta có thể biểu diễn thành {\displaystyle x=2a} và {\displaystyle y=2b} qua hai số nguyên {\displaystyle a} và {\displaystyle b} nào đó, vì cả {\displaystyle x} và {\displaystyle y} đều là bội số của 2. Mà tổng {\displaystyle x+y=2a+2b=2(a+b)} cũng là bội của 2, do đó theo định nghĩa, nó là số chẵn.
Bài chứng minh này sử dụng định nghĩa số nguyên chẵn, và luật phân phối.

### Chứng minh bằng quy nạp toán học
Trong cách chứng minh bằng quy nạp toán học', đầu tiên "trường hợp cơ sở" sẽ được chứng minh, sau đó sẽ dùng một "luật quy nạp" để chứng minh (thường là vô tận) các trường hợp khác. Vì trường hợp cơ sở là đúng, tất cả các trường hợp khác cũng phải đúng, thậm chí nếu ta không thể chứng minh trực tiếp tất cả chúng là đúng vì số lượng vô tận của nó. Một dạng con của quy nạp là phương pháp xuống thang. Phương pháp xuống thang được dùng để chứng minh sự vô tỷ của căn bậc 2 của 2.
Nguyên tắc quy nạp toán học như sau:
Cho N = { 1, 2, 3, 4,... } là tập các số tự nhiên và P(n) là một phát biểu toán học liên quan tới một số tự nhiên n thuộc N sao cho
- (i) P(1) là đúng, tức là, P(n) là đúng khi n = 1
- (ii) P(n + 1) là đúng bất cứ khi nào P(n) đúng, tức là, P(n) đúng thì với P(n + 1) cũng đúng.

Khi đó P(n) là đúng với mọi số tự nhiên n.
Các nhà toán học thường dùng cụm từ "chứng minh bằng quy nạp" để nói tắt cho chứng minh bằng quy nạp toán học. Tuy vậy, thuật ngữ "chứng minh bằng quy nạp" cũng được dùng trong logic để nói đến một tranh luận sử dụng suy diễn quy nạp.

### Chứng minh bằng chuyển vế
Chứng minh bằng chuyển vế sẽ hình thành kết luận "nếu p thì q" bằng cách chứng minh phát biểu tương phản tương đương "nếu không q thì không p".

### Chứng minh bằng phản chứng
Trong chứng minh bằng phản chứng (còn được gọi là reductio ad absurdum, tiếng La tinh có nghĩa là "thu giảm đến sự vô lý"), người ta sẽ chứng minh nếu một phát biểu nào đó xảy ra, thì dẫn đến mâu thuẫn về lôgic, vì vậy phát biểu đó không được xảy ra. Phương pháp này có lẽ là phương pháp phổ biến nhất trong chứng minh toán học. Một ví dụ nổi tiếng về cách chứng minh phản chứng là để chứng minh {\displaystyle {\sqrt {2}}} là một số vô tỷ:
Giả sử {\displaystyle {\sqrt {2}}} là số hữu tỷ, ta sẽ biểu diễn được {\displaystyle {\sqrt {2}}={a \over b}} trong đó a và b là các số nguyên khác không có ước chung lớn nhất là 1 (theo định nghĩa số hữu tỷ). Do đó, {\displaystyle b{\sqrt {2}}=a}. Bình phương hai vế cho ra 2b2 = a2. Vì vế trái chia hết cho 2, nên vế phải cũng phải chia hết cho 2 (vì chúng bằng nhau và đều là số nguyên). Do đó a2 là số chẵn, có nghĩa là a cũng phải là số chẵn. Dẫn đến ta có thể viết a = 2c, trong đó c cũng là số nguyên. Thay vào phương trình ban đầu cho ra 2b2 = (2c)2 = 4c2. Chia hai vế cho 2 ta được b2 = 2c2. Nhưng khi đó, tương tự như trên, b2 chia hết cho 2, nên b phải là số chẵn. Nhưng nếu a và b đều là số chẵn, chúng sẽ có chung một ước số là 2. Điều này trái với giả thuyết, do đó mà chúng ta buộc phải kết luận rằng {\displaystyle {\sqrt {2}}} là số vô tỷ.

### Chứng minh bằng dẫn chứng
Chứng minh bằng dẫn chứng, là đưa ra một dẫn chứng cụ thể với một thuộc tính nào đó để chứng minh rằng có tồn tại một thứ có tính chất như vậy. Ví dụ như Joseph Liouville đã chứng minh tồn tại số siêu việt bằng cách đưa ra một ví dụ rõ ràng.

### Chứng minh vét cạn
Trong chứng minh vét cạn, kết luận sẽ có được bằng cách chia nhỏ nó ra thành một số trường hợp hữu hạn và chứng minh mỗi trường hợp một cách riêng rẽ. Số trường hợp đôi khi rất lớn. Ví dụ như, cách chứng minh định lý bốn màu đầu tiên là một chứng minh vét cạn với 1.936 trường hợp. Cách chứng minh này còn gây tranh cãi vì đa số các trường hợp được kiểm chứng bằng chương trình máy tính, chứ không phải bằng tay. Cách chứng minh đã biết tới ngắn nhất của định lý bốn màu ngày nay vẫn có tới hơn 600 trường hợp.

### Chứng minh xác suất
Chứng minh xác suất là cách chứng minh trong đó người ta đưa một ví dụ để cho thấy nó có tồn tại, với một độ tin cậy nào đó, bằng cách dùng các phương pháp của lý thuyết xác suất. Cái này không nên nhầm lẫn với một tranh luận về một định lý 'có thể' đúng. Loại suy diễn sau có thể gọi là 'tranh luận có vẻ đúng' và không phải là một chứng minh; trong trường hợp phỏng đoán Collatz ta có thể thấy nó cách xa một chứng minh đúng nghĩa như thế nào. Chứng minh xác suất, cũng như chứng minh bằng dẫn chứng, là một trong nhiều cách chứng minh định lý sự tồn tại.

### Chứng minh tổ hợp
Một chứng minh tổ hợp sẽ chứng minh sự tương đương của các cách biểu diễn khác nhau bằng cách cho thấy chúng dẫn đến cùng một đối tượng theo các cách khác nhau. Một song ánh giữa hai tập hợp thường được dùng để chứng minh rằng số biểu thức là bằng nhau.

### Chứng minh không xây dựng
Một chứng minh không xây dựng (nonconstructive proof) sẽ chứng minh một đối tượng toán học nào đó phải tồn tại (ví dụ "X nào đó thỏa mãn f(X)"), mà không giải thích làm thế nào để tìm đối tượng đó. Thông thường, nó có dạng như chứng minh phản chứng trong đó người ta chứng minh việc không tồn tại một đối tượng là không xảy ra. Ngược lại, một chứng minh xây dựng (chứng minh bằng dẫn chứng) chứng minh rằng một đối tượng nào đó tồn tại bằng cách đưa ra phương pháp tìm nó. Một ví dụ nổi tiếng về chứng minh không xây dựng là chứng minh tồn tại hai số vô tỷ {\displaystyle a} và {\displaystyle b} sao cho {\displaystyle a^{b}} là số hữu tỷ:
Hoặc {\displaystyle {\sqrt {2}}^{\sqrt {2}}} là một số hữu tỷ và như vậy đã chứng minh xong (với {\displaystyle a=b={\sqrt {2}}}), hoặc {\displaystyle {\sqrt {2}}^{\sqrt {2}}} là số vô tỷ và ta có thể viết {\displaystyle a={\sqrt {2}}^{\sqrt {2}}} và {\displaystyle b={\sqrt {2}}}. Cho ra {\displaystyle \left({\sqrt {2}}^{\sqrt {2}}\right)^{\sqrt {2}}={\sqrt {2}}^{2}=2}, là dạng hữu tỷ của {\displaystyle a^{b}.}

### Chứng minh thống kê trong toán học thuần túy
Cụm từ "chứng minh thống kê" có thể được dùng như thuật ngữ hoặc một cách thông thường trong các lĩnh vực toán học thuần túy, như các lĩnh vực liên quan đến mật mã hóa, chuỗi hỗn loạn, và lý thuyết số xác suất và phân tích. Nó ít được dùng để chỉ một chứng minh toán học trong ngành toán học có tên thống kê toán học.

### Chứng minh với sự hỗ trợ của máy tính
Cho đến thế kỷ thứ 20 người ta đã giả thiết rằng, trên nguyên tắc, tất cả các chứng minh đều có thể được một nhà toán học giỏi xác nhận sự đúng đắn của nó. Tuy nhiên, ngày nay máy tính được dùng cả để chứng minh các định lý lẫn thực hiện các phép toán quá dài mà con người hoặc một nhóm người có thể kiểm tra nổi; cách chứng minh định lý bốn màu đầu tiên là một ví dụ về một cách chứng minh có sự hỗ trợ từ máy tính. Một số nhà toán học lo ngại rằng khả năng xảy ra lỗi trong một chương trình máy tính hoặc lỗi khi tính toán có thể khiến cho sự đúng đắn của các cách chứng minh bằng máy tính bị đặt dấu hỏi. Trên thực tế, cơ hội xảy ra lỗi để bác bỏ một chứng minh của máy tính có thể giảm thiểu bằng cách đưa vào sự trùng lặp và tự kiểm tra khi tính toán, và bằng cách phát triển nhiều cách tiếp cận và chương trình độc lập nhau.

## Các khái niệm liên quan

### Chứng minh bằng hình ảnh

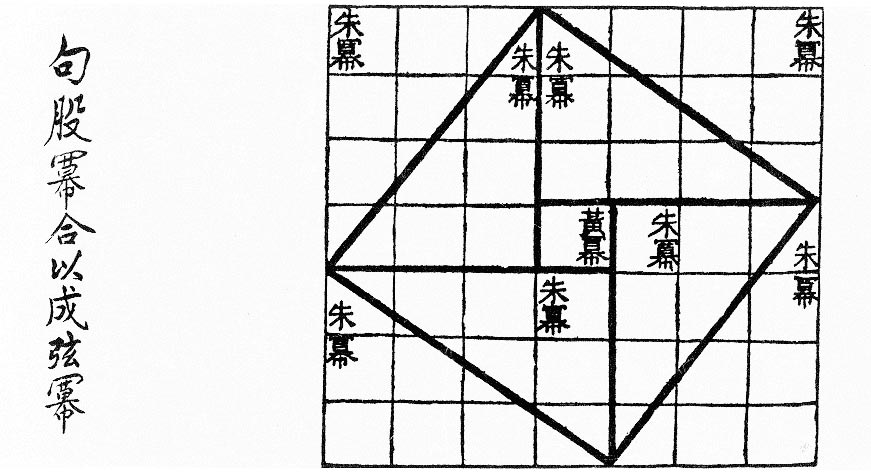
Chứng minh bằng hình ảnh cho tam giác (3, 4, 5) trong Chou Pei Suan Ching 500–200 TCN

Mặc dù không phải là một cách chứng minh chính quy, một cách biểu diễn hình ảnh cho một định lý toán học đôi khi được gọi là "chứng minh không cần lời". Hình ảnh bên phải là ví dụ của một chứng minh bằng hình ảnh cổ xưa định lý Pythagoras trong trường hợp tam giác (3, 4, 5).

### Chứng minh sơ cấp
Một chứng minh sơ cấp là một chứng minh chỉ dùng các kiến thức sơ cấp. Cụ thể hơn, thuật ngữ được dùng trong lý thuyết số để ám chỉ các chứng minh không sử dụng phân tích số phức. Đôi khi người ta cho rằng một số định lý, như định lý số nguyên tố, chỉ có thể chứng minh bằng toán học "cao cấp". Tuy nhiên, qua thời gian, nhiều trong số các kết quả này đã được chứng minh lại chỉ bằng các kiến thức sơ cấp.

### Chứng minh hai cột

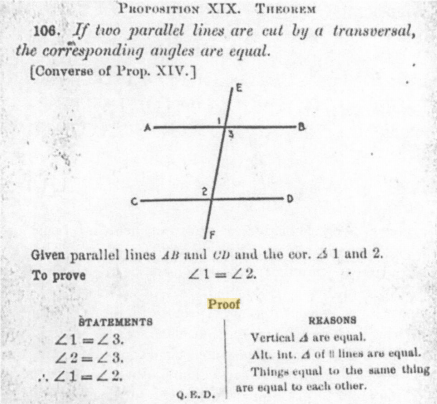
Một chứng minh hai cột xuất bản năm 1913

Một dạng cụ thể của chứng minh sử dụng hai cột song song thường dùng trong các lớp hình học cơ bản. Chứng minh được viết theo dạng một loạt hàng phân thành hai cột. Tại mỗi dòng, cột bên trái chứa các mệnh đề (hai đôi khi gọi là phát biểu), còn cột bên phải là lời giải thích ngắn gọn mệnh đề đó là gì, một tiên đề, giả thuyết, hay có được từ dòng trên (hoặc đôi khi chỉ gọi là "suy diễn").